# Die Nacht vor Weihnachten (Oper)
Die Nacht vor Weihnachten – Eine wahre Geschichte und ein Lied zur Winterwende (russisch Ночь перед Рождеством, Notsch pered Roschdestwom) ist eine Oper in vier Akten von Nikolai Rimski-Korsakow mit einem eigenen Libretto nach der Erzählung Die Nacht vor Weihnachten aus dem zweiten Teil (1832) der Abende auf dem Weiler bei Dikanka von Nikolai Gogol. Die Uraufführung fand am 28. Novemberjul. / 10. Dezember 1895greg. im Mariinski-Theater in Sankt Petersburg statt.

## Handlung
Die Handlung spielt im 18. Jahrhundert im kleinrussischen (ukrainischen) Dorf Dikanka sowie am Zarenhof in der Hauptstadt und im Luftreich.

### Erster Akt
Erstes Bild: Dorfstraße; Tschubs Hütte; Weihnachtsabend; heller Mond und Sterne
Die Witwe und Hexe Solocha fliegt auf ihrem Besen aus dem Schornstein ihrer Hütte, lässt sich auf dem Dach nieder und besingt die Nacht der Wintersonnenwende. Auf einem anderen Dach leistet ihr der Teufel Gesellschaft. Der ärgert sich darüber, dass ihn die Menschen kaum noch fürchten. Der Schmied Wakula, Solochas Sohn, hat seinen Spott mit einer Karikatur besonders weit getrieben. Solocha verspricht, das Problem zu beseitigen, falls der Teufel ihr dabei hilft, die Beziehung ihres Sohnes zu Oxana zu unterbinden. Sie selbst ist an deren Vater Tschub interessiert, einen wohlhabenden Kosaken. Um diesen daran zu hindern, seine Wohnung zu verlassen, stehlen Solocha und der Teufel Mond und Sterne vom Himmel und lassen einen Schneesturm ausbrechen. Der Kosak Panas, der gerade auf der Straße vorbeikommt, wundert sich über den verschwindenden Mond und zeigt das Phänomen seinem Kumpanen Tschub. Die beiden beschließen, trotz der Dunkelheit zur Feier des Küsters Ossip Nikiforowitsch zu gehen. Auch Wakula begibt sich zu seiner Angebeteten, die nun allein im Haus ist. Unsicher über ihre Gefühle ihm gegenüber bleibt er vor der Tür stehen. Der Sturm zwingt Tschub letztlich doch zur Umkehr. Er wird jedoch vor seinem eigenen Haus von Wakula vertrieben, glaubt, er habe sich verirrt, und macht sich stattdessen auf den Weg zu Solocha.
Zweites Bild: Das Innere von Tschubs Hütte
Die junge und launische Oxana bewundert auf kindliche Weise ihr eigenes Spiegelbild. Wakula nimmt seinen Mut zusammen und tritt ein. Sie zeigt wenig Interesse an seiner Werbung, macht sich über ihn lustig und erklärt, dass sie sich langweile. Lieber würde sie mit ihren Freundinnen spielen und beim Koljadka-Singen Geschenke sammeln. Als ihre Freundin Odarka mit ihren neuen Schuhen eintritt, findet Oxana eine Gelegenheit, Wakula loszuwerden. Sie behauptet lachend, sie würde ihn nur dann heiraten, wenn er ihr ein Paar Pantoffel („Tscherewitschki“, eigentlich spitze Damenschuhe mit Absätzen) der Zarin bringt. Der Streich verbreitet sich schnell unter der draußen feiernden Dorfjugend.

### Zweiter Akt
Drittes Bild: Das Innere von Solochas Hütte; in der Ecke einige große Säcke mit Kohle
Solocha vergnügt sich mit dem Teufel, als nacheinander mehrere andere Verehrer eintreffen, die sämtlich auf ein Stelldichein hoffen: das Dorfoberhaupt, der Küster und Tschub. Da keiner von ihnen gesehen werden will, verstecken sich alle in den Kohlesäcken. Der zuletzt eintreffende Wakula bringt die Säcke in seine Schmiede.
Viertes Bild: Dorfstraße; Wakulas Schmiede; Mondnacht
Als Wakula die Säcke ablädt, trifft er auf die Weihnachtslieder singenden jungen Leute einschließlich Oxana, die sich noch einmal wegen der Pantoffeln über ihn lustig macht. Traurig verabschiedet er sich und macht sich mit dem kleinsten Sack, in dem er seine Schmiedeausrüstung vermutet, davon. Alle rätseln, was er wohl vorhat. Die Frau mit der gewöhnlichen Nase und die Frau mit der violetten Nase verbreiten im Dorf Gerüchte über Wakulas Selbstmord. Oxana wird für einen Moment nachdenklich, wendet sich aber schnell wieder ihren Freunden zu. Diese öffnen übermütig die zurückgelassenen Säcke, in denen sie statt der erwarteten Schätze die Liebhaber Solochas finden. Tschub erkennt, dass er nicht ihr einziger Verehrer ist. Die Menge bricht in Lachen aus.

### Dritter Akt
Fünftes Bild: Das Innere von Pazjuks Hütte
Wakula sucht Rat beim alten Quacksalber und Zauberer Pazjuk. Er hofft, dass dieser ihm für sein Unterfangen, die Schuhe der Zarin zu beschaffen, die Hilfe des Teufels vermitteln kann. Zu seinem Schrecken trifft er Pazjuk bei einer seltsamen Mahlzeit an: Nudeln springen aus einer Schüssel in eine zweite mit Sahne und von dort direkt in Pazjuks Mund. Pazjuk weist Wakula darauf hin, dass er nicht lange nach dem Teufel suchen müsse, da er ihn bereits auf dem Rücken trage. Dieser klettert aus dem Sack und ist tatsächlich bereit, Wakula zu helfen, sofern er ihm seine Seele verschreibt. Wakula geht zum Schein darauf ein, ergreift den Teufel aber dann am Nacken und zwingt ihn mit dem Kreuzzeichen, ihn zum Zarenhof in Sankt Petersburg zu fliegen.
Sechstes Bild: Firmament; Mond und Sterne; gelegentlich eine helle Wolke
Bei ihrem Flug durch die Nacht beobachtet Wakula verschiedene Spiele und Tänze der Sterne (Mazurka, Aufzug der Kometen, Chorowod, Csárdás, Reigen der Sterne). Hexen und Zauberer, unter ihnen auch Pazjuk und Solocha, feiern mit der „Teufelskoljadka“ die Wintersonnenwendnacht und bereiten sich auf den Kampf gegen die Lichtgötter Owsen und Koljada vor. Als sie Wakula bemerken, versuchen sie, ihn aufzuhalten, müssen aber seinem Kreuzeszeichen weichen. Schon erscheinen in der Ferne die Lichter der Hauptstadt.
Siebtes Bild: Hell erleuchteter geschmückter Saal am Hof
In einer Polonaise huldigen die Hofleute der Zarin. Wakula hat sich einer Gruppe Saporoscher Kosaken beigesellt und gelangt mit ihnen zur Herrscherin. Während die Höflinge in langatmigen Reden die Zarin langweilen, nutzt Wakula die Gelegenheit, sie um ein Paar Schuhe wie die ihrigen zu bitten. Angenehm überrascht und amüsiert lässt die Zarin ihm das schönste Paar bringen. Der Teufel fliegt ihn zurück in seine Heimat.
Achtes Bild: Firmament; Nacht; graue Wolken
Gegen Ende der Nacht müssen die Geister abziehen. Ihre leeren Besen und Heugabeln wirbeln durch die Luft. Wakula fliegt mit den für Oxana bestimmten Schuhen vorbei. Der Morgenstern (Venus) zeigt sich als Jungfrau, Koljada als junges Mädchen und Owsen als junger Mann auf einem Eber mit goldenen Borsten. Sie tanzen mit den lichten Geistern. Glocken läuten, und aus der Kirche Dikankas schallt Gesang: „Im Osten leuchtet das Licht hell auf…“

### Vierter Akt

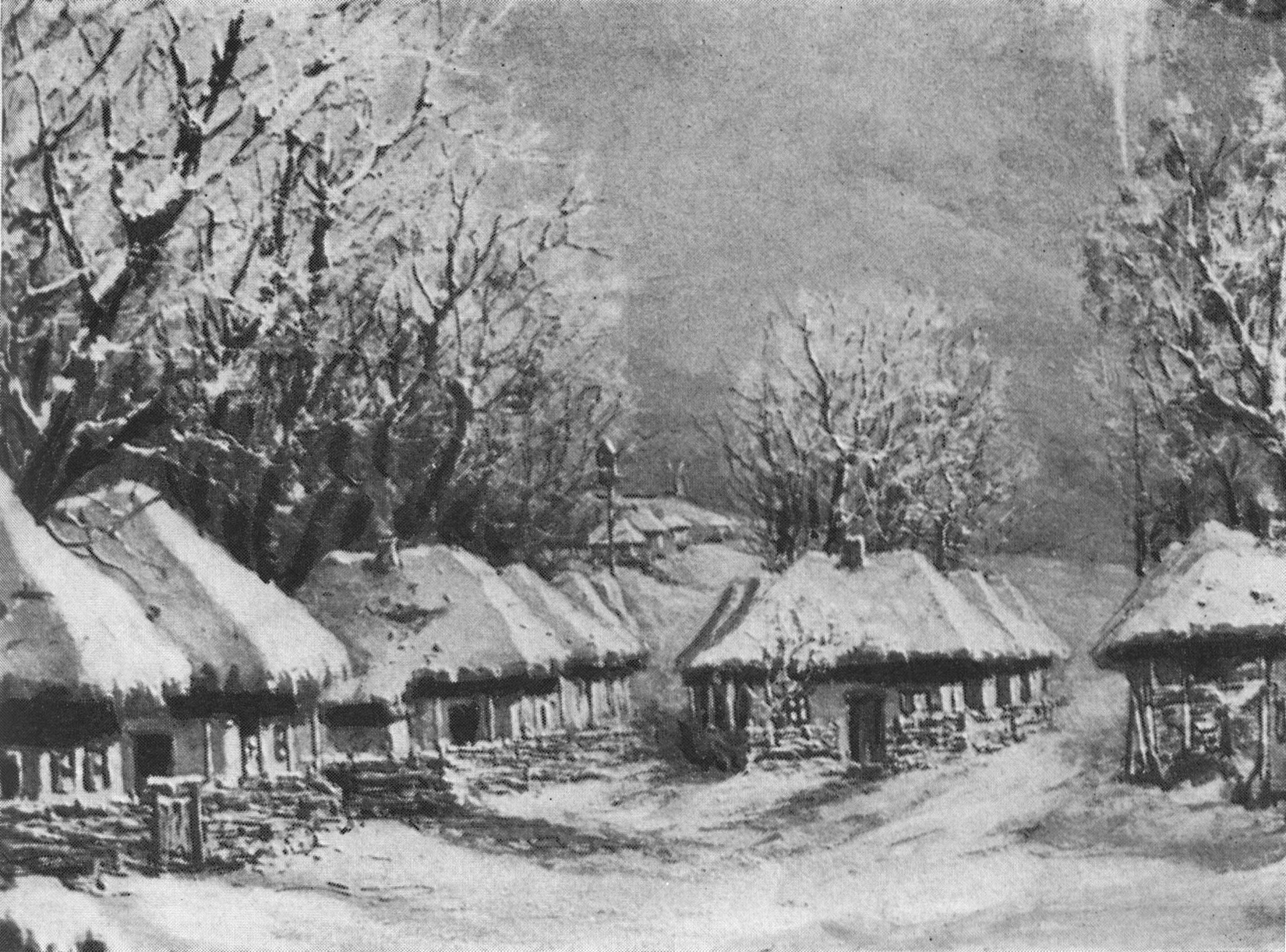
Straße in Dikanka, Skizze von I. A. Suworow, 1895

Neuntes Bild: Tageslicht; Tschubs von einem Palisadenzaun umgebenes Gehöft
Die verschiedenen Gerüchte haben Oxana besorgt gemacht. Direkt vor ihr zanken sich die beiden Frauen über Wakulas Todesart. Inzwischen weiß Oxana, dass sie ihn liebt, und fühlt sich schuldig. Da erscheint dieser selbst. Nachdem er ihren Vater Tschub mit Geschenken besänftigt hat, überreicht er Oxana die Schuhe und bittet sie um ihre Hand. Sie stimmt glücklich zu: die Schuhe wären gar nicht mehr nötig gewesen. Tschub ruft das Dorf zusammen, um die frohe Nachricht zu verkünden. Alle jubeln über Wakulas Heimkehr.
Finale: „Zum Gedenken Gogols“
Wakula verkündet, dass er nicht verraten werde, ob er tatsächlich bei der Zarin war. „Rudi Panko“ werde die Geschichte aber „mit goldener Feder“ aufschreiben, und man werde sie jedes Jahr zu Weihnachten erzählen. Alle stimmen in den von ihm begonnenen Rundgesang zum Lobpreis des Dichters Gogol ein.

## Gestaltung

### Libretto
Rimski-Korsakows Libretto unterscheidet sich konzeptionell von Gogols Vorlage, in der die Dorfbewohner die phantastischen Begebenheiten selbst erzeugen, um sich gegen die sozialen Strukturen und die Heuchelei aufzulehnen. In der Oper dagegen sind die dörfliche und die überirdische Welt einander gegenübergestellt, wenn auch einzelne Personen wie Solocha oder Pazjuk mit den Geistern direkt zusammentreffen. Diese Unterscheidung zeigt das Interesse des Komponisten an den heidnischen Gottheiten. Die Namen der Sonnengötter Koljada und Owsen sind in russischen bzw. kleinrussischen (ukrainischen) Brauchtumsliedern überliefert, die zu Weihnachten gesungen wurden. Sie bilden einen Gegenpol zu den dunklen Geistern, Zauberern und Hexen.
Am Ende der Oper gibt es einen Lobpreis auf Gogol statt auf die großzügige Zarin. Damit bezog sich Rimski-Korsakow auf das Lob des Dichters Puschkin in Michail Glinkas Oper Ruslan und Ljudmila und bekräftigte die Macht der demokratischen russischen Kunst.

### Musik
Das selbst verfasste Libretto bot Rimski-Korsakow eine gute Gelegenheit, seine bevorzugten musikalischen Stilmittel zu vervollkommnen, darunter Klangfarben, Leitharmonien und die Beziehungen zwischen den Tonarten.
Eine besondere Bedeutung in der Oper haben die Koljada-Lieder. Sie werden sowohl von den Menschen als auch von den Geistern angestimmt: von Solocha mit dem Teufel (I:1), den Mädchen (I:2), den Burschen (II:4), den jungen Leuten (II:4), Solocha mit Pazjuk (III:6), den teuflischen und lichten heidnischen Geistern (III:6 und III:8) und dem gesamten Volk (Finale). Musikalisch verbindet Rimski-Korsakow Eigentümlichkeiten der russischen Folklore (polyphone Unterstimmen, lineare Melodik, Diatonik, Überlagerung von Dur und Moll oder Variantentechnik) mit der Kunstmusik (Kontrapunkt, homophoner Satz). Einen Höhepunkt bildet der polyphone Chor im zweiten Bild des zweiten Akts. Er beginnt auf einer Seite der Bühne mit den Tenorstimmen (Burschen), dem von der gegenüberliegenden Seite die Altstimmen (Mädchen) folgen. Während die beiden Gruppen aufeinander zugehen, setzen die Soprane ein. Der Einsatz der Bässe erfolgt erst nach Vereinigung der drei anderen Stimmgruppen. „Und nun gipfelt sich der Chorklang in der Mitte des Raums auf, reicht quasi zu den Sternen hinauf“ (Sigrid Neef). Die Stimmen setzen mehrfach fugatoartig mit verschiedenen Textstellen ein und vereinen sich immer wieder zum Refrain „Swjaty wetscher“ (‚Heiliger Abend‘). So entsteht der „Eindruck eines sich in frostklarer Luft weithin entfaltenden Gesanges“.:126
Rimski-Korsakow verwertete in seiner Oper auf freie Weise viele Melodien der 1872 von Alexander Rubets herausgegebenen Sammlung ukrainischer Volkslieder. Für die Koljadka der Mädchen (I:2) legte er beispielsweise einer ukrainischen Melodie einen belarussischen Text unter.:128
Einigen Figuren sind besondere Leitmotive zugedacht. Dasjenige Tschubs basiert auf einem Lied aus der Rubets-Sammlung. Es ist das bekannte und vielfältig einsetzbare „Oi, rududu, rududu“, das auch Modest Mussorgski in Der Jahrmarkt von Sorotschinzy nutzte. Das Motiv des „Diakons“ oder Küsters ist ein frömmelndes Psalmodieren, das durch den Gegensatz zu seinen unverhohlenen sexuellen Wünschen komisch wirkt. Dem Protagonisten Wakula sind gleich zwei Leitmotive zugewiesen: eine leidenschaftliche Kantilene auf die Worte „Ty mne i mat i otez“ (‚Du bist mir Mutter und Vater‘, I:2) und sein wehmütiger Abschied von Oxana auf den Text „Proschtschai, Oxana“ (‚Leb wohl, Oxana‘, II:4).:128
Während die meisten Arien, Duette, Ensemblesätze und Chöre kurz gehalten sind, besitzt Oxana gleich zwei umfangreiche Arien: die virtuose Spiegelarie der kindlichen Oxana in I:2 und ihre inhaltlich völlig anders gelagerte Selbsterkenntnis in IV:9, in dem Vokalstimme und Orchestersolisten miteinander konzertieren.:129
Der Orchestersatz zeigt den großen harmonischen und farblichen Einfallsreichtum, der für Rimski-Korsakow typisch ist. Ein Beispiel ist das Ende der Einleitung zum zweiten Akt. Dort führt ein Abfolge aufsteigender kleiner Terzen (e’ – g’ – b’ – des’’ – e’’ – g’’) in eine sequenzielle Passage über, die fast vollständig der oktatonischen Skala mit abwechselnden Ganz- und Halbtönen entspricht.
In dieser Oper setzte Rimski-Korsakow erstmals das Celesta im Orchester ein, um die magischen Farben zu betonen. Zusammen mit Harfe und Geigentriolen stellen sie die Sterne des Luftreichs dar. Der Mond ist durch ein Horn charakterisiert.:130

### Orchester
Die Orchesterbesetzung der Oper enthält die folgenden Instrumente:
- Holzbläser: drei Flöten (3. auch Piccolo), zwei Oboen (2. auch Englischhorn), drei Klarinetten (3. auch Piccoloklarinette), zwei Fagotte
- Blechbläser: vier Hörner, zwei Trompeten, Alttrompete, drei Posaunen, Tuba
- drei Pauken, Schlagzeug: Becken, Triangel, Tamburin, Trommel, Tamtam, Glockenspiel, Xylophon
- zwei Harfen
- Streicher

## Werkgeschichte

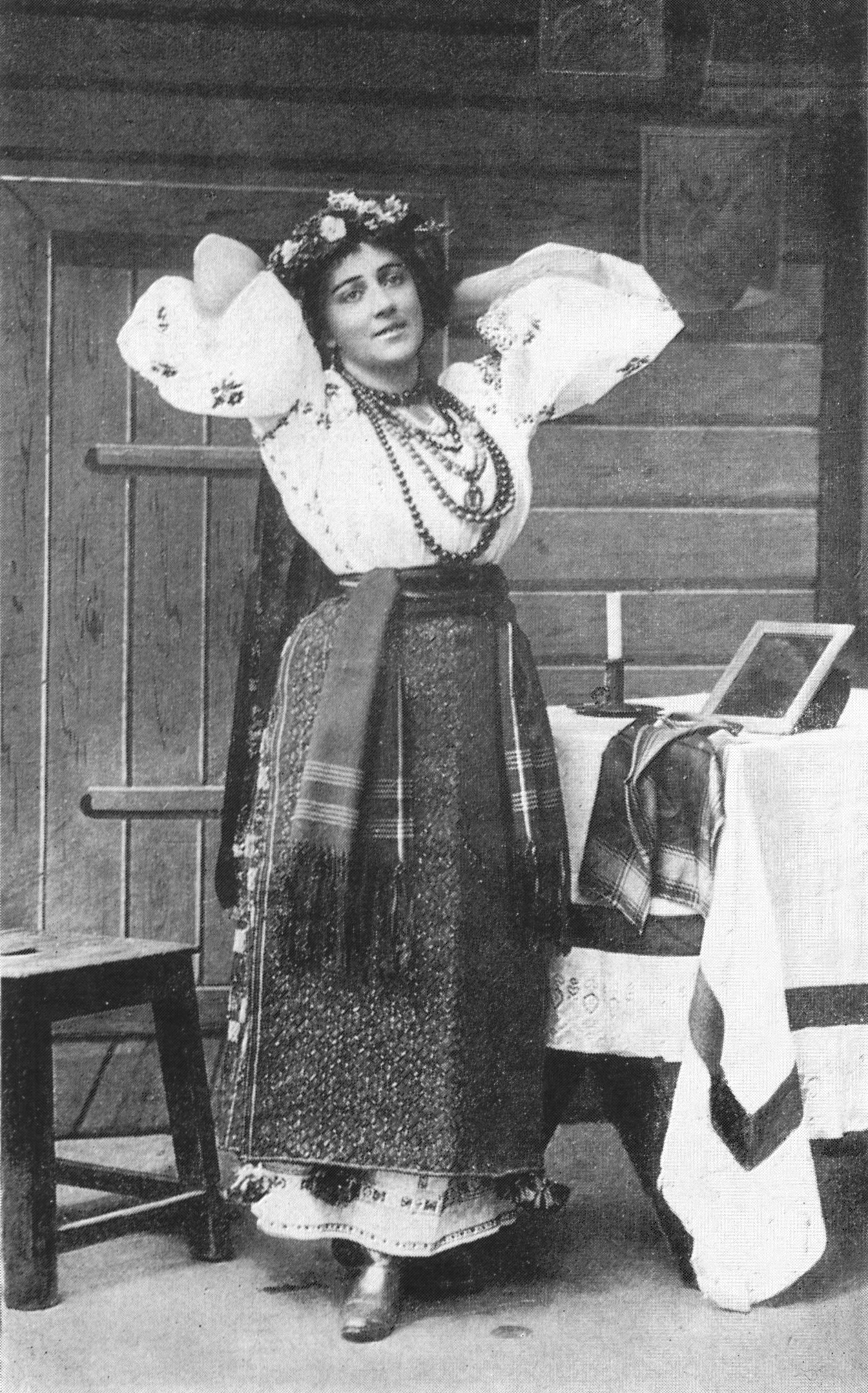
Jewgenija Mrawina als Oxana, 1895

Nikolai Rimski-Korsakows Oper Die Nacht vor Weihnachten entstand in den Jahren 1894 und 1895. Das Libretto stellte er selbst zusammen. Es basiert auf der Erzählung Die Nacht vor Weihnachten aus dem zweiten Teil (1832) der Abende auf dem Weiler bei Dikanka von Nikolai Gogol, die er wegen der Mischung heidnischer und christlicher Gebräuchen und der Aufnahme phantastischer Elemente in das alltägliche dörfliche Leben schon lange schätzte. Da Pjotr Tschaikowski den Stoff bereits einige Jahre zuvor unter dem Titel Der Schmied Wakula (spätere Fassung: Tscherewitschki bzw. Pantöffelchen) vertont hatte, war er für Rimski-Korsakow während dessen Lebzeiten tabu. Erst nach Tschaikowskis Tod im Jahr 1893 fühlte er sich „in dieser Hinsicht frei“, zumal er das Werk „schon immer für schwach und Polonskis Libretto für gänzlich mißlungen gehalten“ hatte. Der Text orientiert sich weitgehend und „bis in die Diktion hinein“ an Gogols Vorlage. Rimski-Korsakow integrierte aber zusätzlich zu den bereits vorhandenen Motiven („die Koljada-Bräuche, das Blindekuhspiel der Sterne, den Flug der Besen und Heugabeln, die Begegnung mit der Hexe“) viele weitere phantastische Elemente, zu denen er durch Schilderungen in Alexander Afanassjews Werk Die poetischen Naturanschauungen der Slawen „über den Zusammenhang der christlichen Weihnachtsfeier mit den vorchristlichen Bräuchen der Wintersonnenwende, mit alten nebelhaften Vorstellungen von Gottheiten wie Owsen und Koljada und so weiter“ inspiriert wurde. Er gab in seiner Chronik zu, dass das Publikum mit dieser Durchmischung Probleme hatte. Dieser durch seine Begeisterung hervorgebrachte Fehler habe ihm aber „die Möglichkeit [gegeben], viel interessante Musik zu schreiben“. Den Entwurf hatte er „gleich nach den Sommerferien“ vollendet und begann sofort anschließend mit der Instrumentation. Die fertigen Teile der Partitur schickte er abschnittsweise an die für seinen Verleger Beljajew arbeitende Notendruckerei Röder nach Leipzig.:119
Obwohl Rimski-Korsakow nach seinen Erfahrungen mit der Oper Pskowitjanka vorausschauend den Namen der Zarin und der Hauptstadt Sankt Petersburg sorgfältig vermieden hatte, bekam er Probleme mit der Zensur. Diese „verlangte kategorisch die Streichung des siebenten Bildes (der Szene mit der Zarin), da laut Allerhöchstem Befehl aus dem Jahre 1837 russische Herrscher in der Oper nicht dargestellt werden dürften.“ Mit Hilfe des Hofministers Graf Woronzow erhielt Rimski-Korsakow glücklicherweise eine Ausnahmegenehmigung. Diese verleitete den Theaterdirektor Iwan Wsewoloschski jedoch dazu, die Zarin dem historischen Vorbild so ähnlich wie möglich nachzubilden und „den ganzen Prunk der Hofhaltung Katharinas auf die Bühne“ zu bringen. Bei der Hauptprobe erkannten nun allerdings die anwesenden Großfürsten Wladimir Alexandrowitsch (Galitzki) und Michail Nikolajewitsch in der dargestellten Zarin ihre Ahnin Katharina II. und beharrten empört auf Einhaltung des Edikts. Außerdem befahl der Großfürst Michail, die Peter-und-Paul-Kathedrale in der Hintergrunddekoration zu übermalen, „denn er könne unter keinen Umständen zulassen, daß die Begräbnisstätte seiner Vorfahren auf einer Theaterkulisse dargestellt werde“.:132–134 Rimski-Korsakow musste die Rolle der Zarin kurzfristig durch einen „Durchlauchtigsten Fürsten“ ersetzen. Dies war zwar musikalisch leicht zu bewerkstelligen, da die Partie lediglich eine Oktave tiefer transponiert werden musste, doch die Handlung ergab nun keinen Sinn mehr. Ein Trost für ihn war lediglich, dass er „damit die höchsten und niederen Herren Zensoren lächerlich machen [konnte], denn mit ihrer Erlaubnis war es nun ein Durchlauchtigster Fürst, der über die Garderobe der Zarin verfügte.“ Er selbst blieb der Premiere fern, und auch vom Hof kam niemand zur Vorstellung. Damit war der Ruf der Oper ruiniert und ein Misserfolg vorprogrammiert.:135 Die Petersburger Musikkritik zeigte sich entsprechend feindselig.:89
Die Uraufführung fand am 28. Novemberjul. / 10. Dezember 1895greg. unter der Leitung von Eduard Nápravník im Mariinski-Theater in Sankt Petersburg statt. Es sangen Marija Piltz/Marija Aleksandrovna Slavina (Zarin), Vladimir Jurevich Maijboroda (Dorfvorsteher), Mikhail Korjakin (Tschub), Jewgenija Mrawina (Oxana), Marija Dimitrovna Kamenskaja (Solocha), Iwan Jerschow (Wakula), Fjodor Strawinski/Fjodor Schaljapin (Panas), Grigorij Ugrinovich (Ossip Nikiforowitsch), Nikolaj S. Klimov (Pazjuk), Mitrofan Ciuprinnikov (Teufel), Y. A. Junosova (Frau mit violetter Nase) und Y. G. Glebova (Frau mit gewöhnlicher Nase).
1898 wurde das Werk im Bolschoi-Theater in Moskau gezeigt, 1913 in Odessa, danach weitere Produktionen am Bolschoi 1915 (Bühnenbild von Konstantin Korowin und anderen), 1919, 1923 (mit Nikolai Golowanow am Pult). Die nächste Aufführung gab es erst 1943 im Perm durch Mitglieder des nun „Kirow-Theater“ genannten Mariinski-Theaters. Nach der Produktion von 1923 kam die Oper am Bolschoi erst 1990 unter der musikalischen Leitung Alexander Lasarews wieder zur Aufführung.
Erst 1940 kam es in Wuppertal zur deutschen Erstaufführung in einer deutschen Fassung von Heinz Herbert Steves mit dem unglücklich gewählten Titel Sonnenwendnacht (Ukrainische Dorfsage), der zwar den herrschenden Nationalsozialisten gefiel, aber mit der Oper nichts zu tun hatte.:135
Da das Sujet auch in der Sowjetunion ungeeignet schien, ersetzte der Dirigent Nikolai Golowanow bei seiner Rundfunkaufnahme von 1947 den Begriff „Heiliger Abend“ („Swjati wetscher“) durch „Guten Abend“ („Dobry wetscher“).:135
Die US-Premiere gab es am 15. Dezember 1977 im Operntheater der Indiana University Bloomington, die britische nach einer Rundfunkaufnahme der BBC vom 24. Dezember 1987 am 14. Dezember 1988 im London Coliseum.

## Aufnahmen
- 1947 – Nikolai Golowanow (Dirigent), Moskow Radio Symphony Orchestra, Moscow Radio Chorus.
 Ljudmila Legostajewa (Zarin), Sergei Iwanowitsch Migai (Dorfvorsteher), Sergei Krassowskij (Tschub), Natalja Dmitrijewna Schpiller (Oxana), Natalia Kulagina (Solocha), Dmitri Tarchow (Wakula), Wsewolod Wassiljewitsch Tjutjunnik (Panas), Sergei Strelzow (Ossip Nikiforowitsch), Alexei Koroljow (Pazjuk), Piotr Pontrjagin (Teufel).
 Studioaufnahme.
 Melodia D-013693-8 (3 LPs), Ultraphone ULP 144-6 (3 LPs), Dante LYS 413-4 (2 CDs), Arlecchino ARL 72-73 (2 CDs), Lyrica LRC 01096-2, Cantus Classics 500592 (2 CDs).[9][10]:15196
- 24. Dezember 1987 – Edward Downes (Dirigent), Chorus of Opera North, BBC Philharmonic.
 Fiona Kimm (Zarin), Petteri Salomaa (Dorfvorsteher), John Tranter (Tschub), Cathryn Pope (Oxana), Ann Howard (Solocha), Maldwyn Davies (Wakula), Nicholas Folwell (Panas), Stuart Kale (Ossip Nikiforowitsch), Paul Hudson (Pazjuk), Anthony Roden (Teufel), Shirley Thomas (Frau mit violetter Nase), Pauline Thulborn (Frau mit gewöhnlicher Nase).
 In russischer Sprache mit Lesungen des Schauspielers David Suchet aus Gogols Erzählung.
 Radiosendung der BBC.[8][11][12]
- Mai/Juni 1990 – Michail Jurowski (Dirigent), Orchestra of the Forum Theatre Moscow, Yourlov Academic Russian Chorus.
 Olga Terjuschnowa (Zarin), Wladislaw Arkadjewitsch Werestnikow (Dorfvorsteher), Stanislaw Suleimanow (Tschub), Jekaterina Kudrjawtschenko (Oxana), Elena Zaremba (Solocha), Wladimir Bogatschow (Wakula), Maxim Michailow II (Panas), Alexei Maslennikow (Ossip Nikiforowitsch), Boris Beschko (Pazjuk), Wjatscheslaw Woinarowski (Teufel), Raisa Kotova und Zoia Smoljaninova (Frauen).
 Studioaufnahme.
 Chant du Monde F 28001/2 (2 CDs).[9][10]:15197
- 11. März 2014 – Waleri Poljanskij (Dirigent), Russische Staatskapelle Moskau, Chor der Russischen Staatskapelle Moskau.
 Elena Evseeva (Zarin), Sergei Toptygin (Dorfvorsteher), Andrei Antonov (Tschub), Anna Pegova (Oxana), Lyudmila Kuznetsova (Solocha), Oleg Dolgov (Wakula), Alexander Markeev (Panas), Leonid Bomstein (Ossip Nikiforowitsch), Ruslan Rozyev (Pazjuk), Maxim Sazhin (Teufel), Viktoria Smolnikova (Frau mit violetter Nase), Anastasia Proviznova (Frau mit gewöhnlicher Nase).
 Live aus der Svetlanov-Halle, Internationales Haus der Musik, Moskau.
 Radiosendung.[13]
- 10. Dezember 2021 – Sebastian Weigle (Dirigent), Christof Loy (Inszenierung), Johannes Leiacker (Bühne), Ursula Renzenbrink (Kostüme), Olaf Winter (Licht), Myriam Hoyer (Videoregie), Frankfurter Opern- und Museumsorchester, Chor der Oper Frankfurt.
 Bianca Andrew (Zarin), Sebastian Geyer (Dorfvorsteher), Alexey Tikhomirov (Tschub), Julia Muzychenko (Oxana), Enkelejda Shkoza (Solocha und Frau mit violetter Nase), Georgy Vasiliev (Wakula), Anthony Robin Schneider (Panas), Peter Marsh (Ossip Nikiforowitsch), Thomas Faulkner (Pazjuk), Andrei Popow (Teufel), Barbara Zechmeister (Frau mit gewöhnlicher Nase).
 Video; live aus der Oper Frankfurt.
 Videostream bei Operavision.[14]
- 17.–19. Dezember 2021 und 8. Januar 2022 – Besetzung wie am 10. Dezember 2022.
 CD und DVD; live aus der Oper Frankfurt.
 Naxos 8.660543-44 (2 CDs), Naxos 2.110738 (DVD).[15]
- 23. Dezember 2022 – Wladimir Jurowski (Dirigent), Rundfunk-Sinfonieorchester Berlin, Philharmonischer Chor „George Enescu“ Bukarest.
 Marina Prudenskaya (Zarin), Sergei Leiferkus (Dorfvorsteher), Dmitry Ulyanov (Tschub), Sofia Fomina (Oxana), Ksenia Dudnikova (Solocha), Mikhail Vekua (Wakula), Milan Siljanov (Panas und Pazjuk),  Wsewolod Griwnow (Ossip Nikiforowitsch), Alexander Fedorov (Teufel), Nadine Weissmann (Frau mit violetter Nase), Josefine Mindus (Frau mit gewöhnlicher Nase).
 Live, konzertant aus der Berliner Philharmonie.
 Radioübertragung auf SWR2.[16]